# Réserve communautaire des primates de Bakumbule
La réserve communautaire des primates de Bakumbule (RECOPRIBA) est une réserve pour les gorilles des plaines de l'est dans le territoire de Walikale au Nord-Kivu en République démocratique du Congo.